# Molophilus warriuka
Molophilus warriuka là một loài ruồi trong họ Limoniidae. Chúng phân bố ở miền Australasia.